# Ioan Dologa
Ioan Dologa (n. 1859, Tiha Bârgăului – d. 1927, Tiha Bârgăului) a fost un deputat în Marea Adunare Națională de la Alba Iulia, organismul legislativ reprezentativ al „tuturor românilor din Transilvania, Banat și Țara Ungurească”, cel care a adoptat hotărârea privind Unirea Transilvaniei cu România, la 1 decembrie 1918.:p. 77

## Biografie
Ioan Dologa, a studiat teologia și a fost preot în Tiha-Bârgăului. A fost autor de culegeri de folclor din zona Bârgăului, membru al Despărțământului Bistrița al "Astrei". După 1918 rămâne preot în satul natal.:p. 120

## Activitatea politică

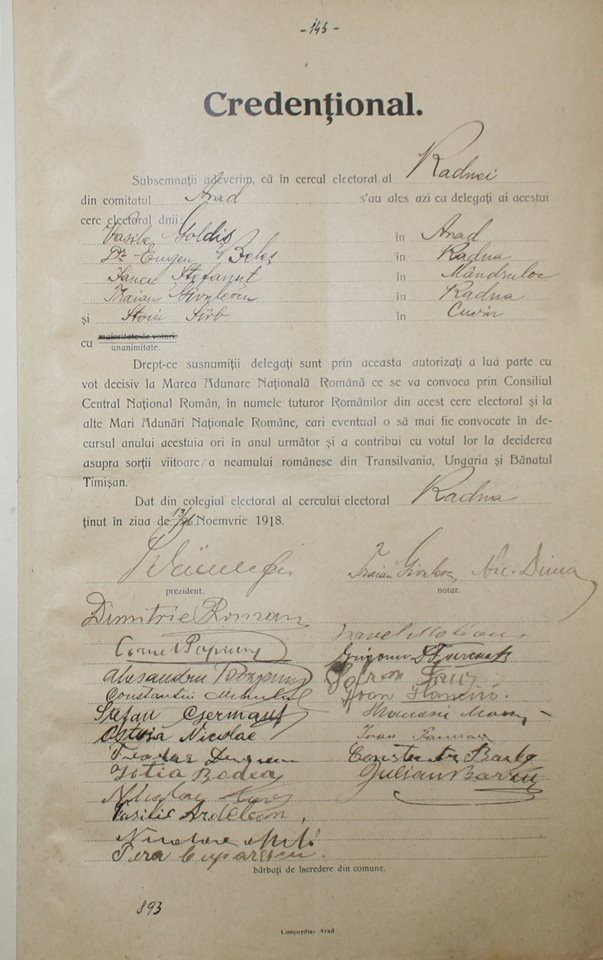
Credențional

Ca deputat în Adunarea Națională din 1 decembrie 1918 a reprezentat, ca delegat de drept, Fondul central școlar de stipendii din districtul Năsăudului.:p. 120